# 木村庄之助 (39代)
39代 木村庄之助（さんじゅうくだい きむら しょうのすけ、1961年10月30日 - ）は、大相撲の立行司である。九重部屋所属。本名は洞澤 裕司（ほらさわ ゆうじ）、血液型はO型。

## 人物
東京都府中市出身。少年時代より相撲好きで、北の富士（13代井筒→12代九重）のファンだった。1977年の高校入学後に「行司になりたい」と手紙を出し、すぐに高校を辞めて北の富士が師匠を務めていた井筒部屋に入門した。北の富士からは「君は行司に向いているね」と迎い入れられた。
1977年11月場所にて「木村裕司」の名で九重部屋所属行司として初土俵を踏んだ。
ハリのある力強い呼び上げと掛け声が特徴である。
2000年3月場所より番付の書き手であった式守敏廣（当時幕内格、後の立行司36代木村庄之助）の番付書き助手を務めていた。2007年11月場所より受け継いで、戦後7人目の番付書き担当となり、2023年1月場所まで務めた（後任は2代木村要之助）。番付書き手として初めて手掛けた2007年11月場所の番付は、1873年11月場所以来134年ぶりとなる空位（西前頭11枚目）のある非常に珍しい番付（「時津海正博」の項参照）となった。
また2008年9月場所（東前頭8枚目）、2009年3月場所（西十両筆頭）、2021年9月場所（西十両9枚目）にも空位のある番付を手掛けた。これらはいずれも大相撲力士の大麻問題での解雇によるものである。最後に手掛けた2023年1月場所の番付は、1898年1月場所以来125年ぶりとなる1横綱1大関（横綱は「横綱大関」として記載）となったため、奇しくも自身の手がけた最初と最後の番付表は、どちらも100年以上見られなかった珍しい番付ということになった。
2014年10月2日の理事会決定を経て、同年11月場所より三役格行司へ昇進。2016年5月場所より、3代木村容堂を襲名した。容堂の襲名は上記式守敏廣の前に番付書きを担当した2代容堂こと30代木村庄之助が同じ番付書き担当の縁から襲名の打診を行っていたことによるものである。
木村玉治郎の退職により2023年11月場所より次席の行司となっている。日本相撲協会は、裁きが安定しない11代式守勘太夫（→41代式守伊之助→38代木村庄之助）を立行司に昇格させてしまった反省から、次期42代式守伊之助は1年間かけて4人の三役格行司（3代木村容堂・15代木村庄太郎・木村晃之助・木村寿之介）の中から見定める方針とし、一旦式守伊之助は空位となり、3代木村容堂自身は三役格行司の筆頭として2024年7月場所まで務めた。
2024年8月1日、日本相撲協会の理事会は、容堂が立行司の素質を有していると認め、同年9月場所番付発表日の同年8月26日から立行司に昇進して42代式守伊之助を襲名すると発表した。この1年間の土俵上での裁きなどの行司としての勤務態度次第では、下位の行司に追い抜かれる可能性もあったが、それは起こらず順当に年功序列通り昇格する形となった。近年では異例の早さでの立行司昇格、そして庄之助就任を果たした。
2024年9月26日、日本相撲協会の理事会で同年12月23日（2025年1月場所番付発表日）付での39代木村庄之助襲名が承認された。伊之助在位は僅か在位2場所のみで通過し、木村庄之助を襲名した。
趣味はプロレス観戦と落語鑑賞。

## エピソード
2014年5月場所6日目、幕内土俵入りで恵之助（当時）は西方の先導役を務めた。変わって東方の土俵入り、呼出の柝が響き渡り土俵入りを待つ館内、しかし東方力士が先導役の行司がいないため土俵入りができず、同じ東方で横綱土俵入りを控えていた立行司40代式守伊之助が状況を察知し行司控え室を覗いたが不在、先導役を務めるはずだった幕内格12代式守錦太夫が付き人の伝達ミスのため現れず一時中断。結局、伊之助の指示で恵之助が東方の先導役も務め事なきを得た。
2015年5月場所後に行われた部屋の師匠であった13代九重（元横綱千代の富士）の還暦土俵入りでは、立行司木村庄之助が空位、同じく40代伊之助はスケジュールの都合がつかなかったことから、三役格ながら先導役を務めた。ちなみに横綱土俵入りの先導自体は先述の5月場所より（次期庄之助・伊之助が決まるまで）担当している。
川柳に造詣があり、『大相撲中継』では読者投稿を含んだ川柳コーナーを担当している。その中には「ケガ人で 出番続きの 車椅子」「ケガ防止 親方力士 知恵を出せ」などという、2017年9月場所の様相を表わしたものもある。
- 大相撲令和元年5月場所では、久々に幕内土俵入りの先導を何度か務めた。本来ならば三役格行司のため先導はしないはずだが、これは横綱白鵬の休場によるもので、横綱鶴竜が一人横綱として出場し、鶴竜の土俵入りを41代式守伊之助のみが15日間務めなければならないため、三役格行司の土俵入りの仕事がなくなるのを防ぐためである。
- 大相撲令和元年9月場所千秋楽、関脇同士の東関脇御嶽海対西関脇貴景勝の優勝決定戦を控え行司として土俵下で見守った。これを裁いたのは木村玉治郎。
- 大相撲令和4年3月場所千秋楽、東関脇若隆景対東前頭7枚目髙安の優勝決定戦を裁いた。控え行司は同部屋の木村晃之助。
- 大相撲令和6年1月場所7日目、東大関霧島対西前頭3枚目北勝富士の取組を裁いた際、霧島と激突して転倒し、烏帽子と右足の草履が脱げたが、それでも取組を凝視しながら烏帽子をかぶり直し、呼出から渡された草履も履き直し、最後は霧島が寄り切って勝ったところを見届けて東方に軍配を挙げた。
- 三役格行司在位中、本来の結びの一番が一方の休場、他方の不戦勝となったために、不戦勝の勝ち名乗りを与えたのみで一日が終わった38代木村庄之助[注 2]に代わって実質の結びの一番を裁いたケースを複数回経験している。
- 木村庄之助昇格後の大相撲令和7年5月場所中日、東横綱豊昇龍対東前頭4枚目尊富士の対戦で、尊富士の変化に驚いたのか土俵上で転倒したが、すぐに立ち上がり、勝負が決まる際には何事もなかったかのように小手投げで勝った豊昇龍に軍配を上げた[11]。

## 略歴
- 1977年11月　初土俵 木村裕司
- 1978年1月　序ノ口格として番付に初掲載
- 1979年1月　木村恵之助に改名
- 1981年1月　序二段格昇進
- 1983年1月　三段目格昇進
- 1985年1月　木村恵乃助に改名
- 1985年3月　木村武蔵に改名
- 1986年1月　幕下格昇進、木村恵之助に改名
- 1994年1月　十両格昇進
- 2006年3月　幕内格昇進
- 2007年11月　戦後7人目の番付書き担当になる
- 2014年11月　三役格昇進
- 2016年5月　3代木村容堂襲名
- 2024年9月　立行司昇進、42代式守伊之助襲名
- 2025年1月　39代木村庄之助を襲名